# Марк Пташне
Марк Пташне (англ. Mark Ptashne; нар. 5 червня 1940, Чикаго, США) — американський молекулярний біолог. Він очолює кафедру молекулярної біології Людвіга в Меморіальному онкологічному центрі Слоуна-Кеттерінга в Нью-Йорку.

## Біографія
Марк Пташне виріс в Чикаго. Він здобув ступінь бакалавра в Рід-коледжі в Портленді, штат Орегон у 1961 році та ступінь доктора філософії в Гарварді в 1968 році, після чого приєднався до викладачів Гарварду. У 1971 році він став професором, а в 1980 році став завідувачем кафедри біохімії та молекулярної біології, в цьому році ж опублікував огляд під назвою «Як працюють λ-репресор і Cro». В 1988 році опублікував — «Як працюють еукаріотичні активатори транскрипції».
У 1993 році він отримав кафедру, а в 1997 році він залишив Гарвард до MSK. А в 1993 році отримав посаду кафедри. У 1997 році він залишив Гарвард і перейшов до Меморіального онкологічного центру Слоуна Кеттерінга (англ. Memorial Sloan) в Нью-Йорку, де зараз очолює кафедру молекулярної біології Людвіга.
Окрім численних дослідницьких робіт, він написав дві книги: «Генетичний перемикач» (зараз вийшло третє видання) та «Гени та сигнали» у співавторстві з Алексом Ганном.
Вчений також приватно навчався гри на скрипці з Романом Тотенбергом, Еріком Розенблітом і Петті Копек, а зараз навчається у Мели Тененбаум у Брукліні. Він є минулим учасником музичного фестивалю The Roundtop (Roundtop, Техас); Фестиваль Camber Music Festival Hurwitz (Cinque Terra, Італія); Музичний фестиваль Yellow Barn (Патні, Вермонт); Є учасником фестивалю IMAI у Фрайбурзі, штат Мен, і фестивалю Індійської річки на острові Принца Едуарда, Канада.

## Наукова діяльність
У центрі його наукової кар'єри була регуляція генів. Його біологічні дослідження охоплюють широкий спектр тем, включаючи ДНК, активатор і Saccharomyces cerevisiae.
Пташне був першим вченим, який продемонстрував специфічне зв'язування між білком і ДНК, і його робота протягом усього життя полягала в з'ясуванні молекулярних механізмів перемикання між лізисом і лізогенним життєвим циклом бактеріофага лямбда (λ), а також як працює дріжджовий активатор транскрипції Gal4. Він був ініціатором моделі функції фактора транскрипції за принципом «м'яч і палиця», продемонструвавши на бактеріях і дріжджах, що вони зазвичай складаються з ділянок, які опосередковують зв'язування ДНК і взаємодію з активаторами або репресорами транскрипції. Він також продовжував працювати над регуляцією генів у нормальних і ракових клітинах.
У 1980 році разом із Томасом Маніатісом він заснував Genetics Institute, Inc. Створення компанії вченим з Гарварду, що на той час вважалося суперечливим кроком вченого. Це призвело до запеклих дебатів про те, чи повинні професори бути підприємцями. Зрештою, підприємство пішло вперед, але Гарвард відмовився. Доктор Пташне заробив кілька мільйонів доларів, але пізніше відійшов від контролю над компанією.
З того часу він розробив модель роботи генних перемикачів. Він називає це моделлю Velcro, оскільки вона заснована не на складних реакціях між молекулами, а на простому дотику. Модель можна уявити так: До тих пір, поки контрольна точка на ДНК на передній частині гена порожня, ген неактивний. Коли білок-активатор осідає на контрольній точці, ген, який має креслення для створення ферменту або іншого виду білка, готовий до зчитування та виконання його команд. «Зчитування» виконується величезним комплексом молекул, який називається транскрипційним комплексом. Але комплекс транскрипції не може працювати сам по собі. Для запуску комплексу потрібні інші активатори, іноді до 10.
Система починає рухатися щоразу, коли клітині потрібно ввімкнути ген. Наприклад, коли вірус з'являється і проникає в клітину, він запускає каскад хімічних реакцій, які призводять до стимуляції шести різних активаторів для гена, який має схеми для виробництва інтерферону. Коли всі шість на місці, ген інтерферону оживає і виробляється інтерферон. Потім він залучає армію інших генів, щоб сформувати захист організму від вірусних клітин.
Ці прості ефекти були створені протягом мільйонів років у перемикачі, які можуть бути досить складними у своїх кінцевих ефектах.

#### Сфери досліджень вченого
- Ген
- ДНК
- Фермент

Його основні дослідження стосуються генів, транскрипції, молекулярної біології, генетики та ДНК. Концепції його дослідження транскрипції переплітаються з питаннями експресії генів, фактора транскрипції, дріжджів, активатора та сайту зв'язування.
Його робота стосується таких тем, як плазміда, промотор, пептидна послідовність, репресор і клітинна біологія, які перетинаються з молекулярною біологією. Також його дослідження Repressor включає теми з YY1 та Operan. Клітинна передача сигналів, протеази та сплайсинг РНК нерозривно пов'язані з обчислювальною біологією, яка належить до широкого поля генетики.

#### Найбільш цитовані роботи
- Як працюють еукаріотичні активатори транскрипції (1365 цитат)
- GAL4-VP16 є надзвичайно потужним активатором транскрипції (1058 цитувань)
- Активація транскрипції шляхом вербування (1003 цитування)

#### Найпопулярніші роботи у період з 1999 по 2016 роки
- Гени та сигнали (380 цитувань)
- A Genetic Switch, Phage Lambda Revisited (362 цитування)
- Про вживання слова «епігенетичний». (284 цитування)

Його робота була відзначена багатьма почестями, включаючи обрання до Національної академії наук США , премію Гайрднера (1985) і премію Ласкера за фундаментальну медичну науку (1997).

## Нагороди
- 1972 — Стипендія Джона Саймона Ґуґґенгайма
- 1975 — Премія Елі Ліллі з біологічної хімії[en]
- 1977 — Гран-прі Чарльз-Леопольд Майер[en]
- 1979 — Премія НАН США в галузі молекулярної біології[en]
- 1985 — Канадська міжнародна премія Гайрднера
- 1985 — Премія Луїзи Ґросс Горвіц
- 1990 — Премія Альфреда П. Слоуна-молодшого, Фонд дослідження раку General Motors
- 1997 — Премія Альберта Ласкера за фундаментальні медичні дослідження, Фонд Ласкера
- 1998 — Премія Мессрі[en] від Університету Південної Каліфорнії